# Список картин Андреаса Штеха
Список картин Андреаса Штеха ( 1635—1697 )
| Картина           | Назва                                                           | Розміри        | Рік             | Місцезнаходження                                |
| ----------------- | --------------------------------------------------------------- | -------------- | --------------- | ----------------------------------------------- |
|                   | «Товариство на прогулянці в передмісті Гданська»                | 86,2 × 113 см  | після 1670      | Брауншвайг, Музей герцога Антона Ульріха        |
|                   | «Портрет Олександра Заславського-Острозького»                   | 186.5 × 122 см | бл. 1670 р.     | Національний художній музей Республіки Білорусь |
| [[File: \|150px]] | «Св. Роза Лимська»                                              | 152 х 105 см   | 1671            | церква Св. Миколая, Гданськ                     |
|                   | « Натюрморт з коштовним посудом, овочами, фруктами і вивіркою » | 91 x 122 см    | 1672 р.         | Національний музей, Гданськ                     |
| [[File: \|150px]] | «Мучеництво Св. Андрія»                                         | 232 х 139 см   | 1672            |                                                 |
|                   | «Автопортрет»                                                   | 64 × 51 см     | 1675 р.         | Національний музей, Гданськ                     |
|                   | «Портрет невідомого городянина»                                 |                | 1675 р.         |                                                 |
|                   | «Христос виганяє торгашів з храму »                             |                | до 1676 р.      | Монастир цистеріанців, Пелплін, Польща          |
|                   | « Квітковий натюрморт»                                          | 64 × 49 см     | до 1678 р.      | Національний музей, Гданськ                     |
| [[File:\|150px]]  | Ян Гевелій                                                      |                | 1679            | Оксфорд, Бодліанська бібліотека                 |
|                   | «Ян ІІІ Собеський в баталії під Хотином»                        |                | бл. 1673-79 рр. | Львівська галерея мистецтв, Львів               |
|                   | «Генріх Шварцвальд»                                             | 127,5 × 93 см  | 1682 р.         | Національний музей, Гданськ                     |
| [[File:\|150px]]  | «Філософ Демокріт, що насміхається над людською глупотою »      | 92 х 76,5 см   | до 1685 р.      | Бібліотека академії наук, Гданськ               |
| [[File:\|150px]]  | «Філософ Геракліт, що плаче над людською глупотою »             | 92 х 76,5 см   | до 1685 р.      | Бібліотека академії наук, Гданськ               |
|                   | «Заможна пані з міста Гданськ »                                 | 68 × 59 см     | 1685 р.         | Національний музей, Гданськ                     |
|                   | « Габриель Фрідріх Шуман»                                       | 84 × 73 см     | 1685 р.         | Національний музей, Гданськ                     |
|                   | «Фрідріх Габріель Енгельк», гданський бургомістр                | 127 × 102,5 см | 1686 р.         | Національний музей, Гданськ                     |
| [[File:\|150px]]  | « Видіння пророка Єзекіїля »                                    |                | бл.1690 р       |                                                 |
| [[File:\|150px]]  | «Якуб Грюнвальд »                                               | 79,5 х 62 см   | до 1696 р.      | Історичний музей, Гданськ                       |